# Льяктапата

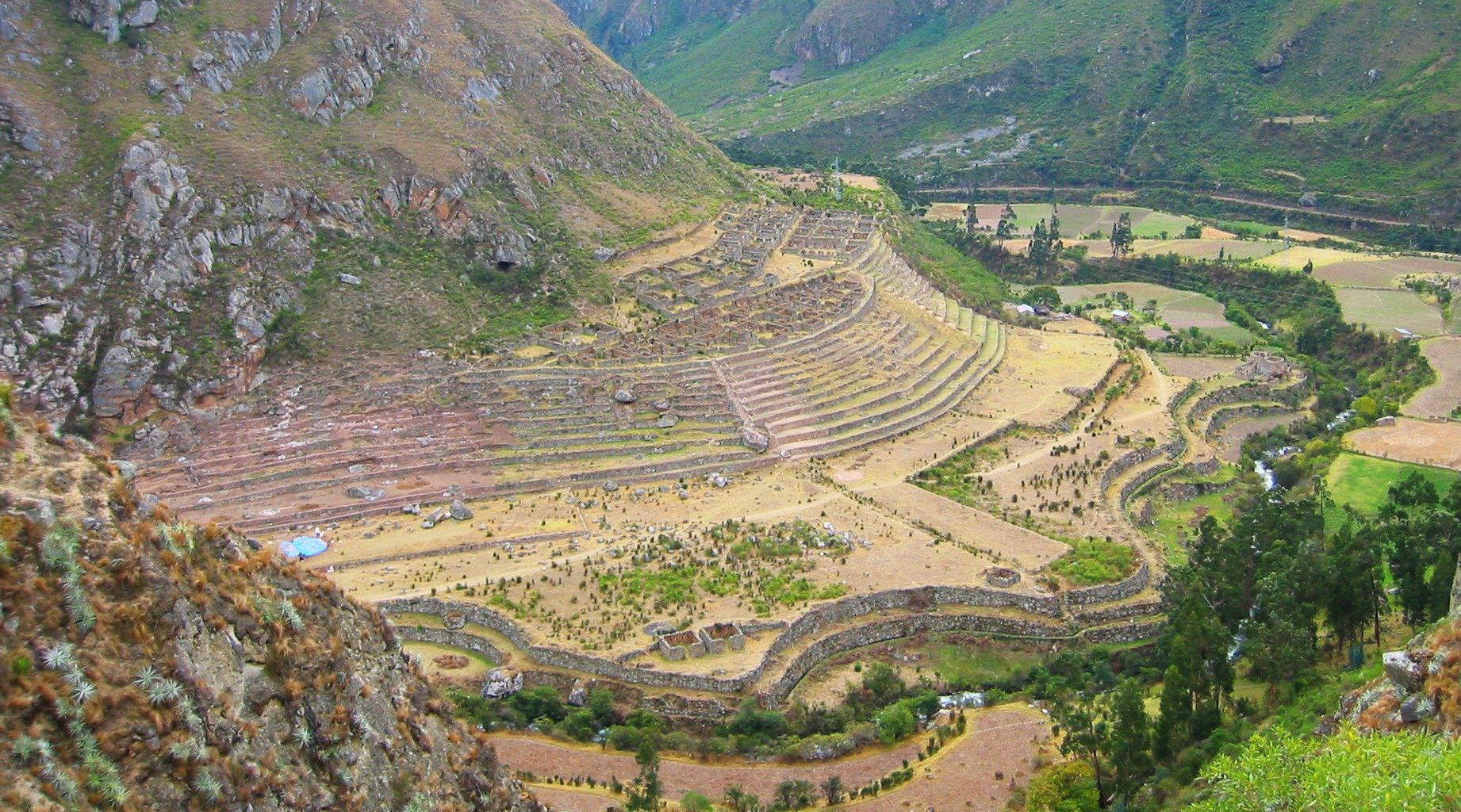
Льяктапата

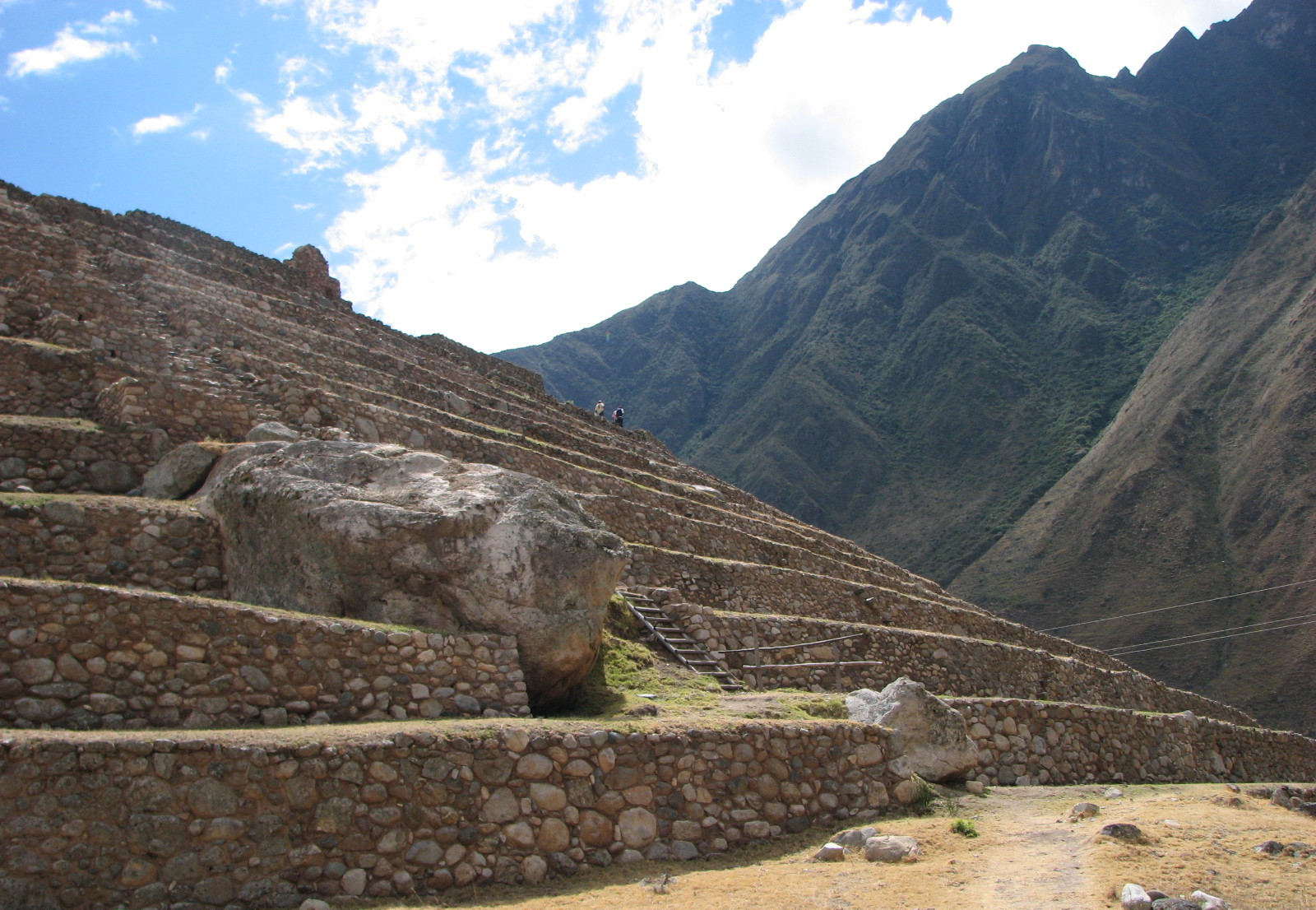
Террасы в Льяктапате.

Льяктапата (кечуа Llaqtapata), букв. «город ступеней» или «город террас» (также Патальякта, Patallaqta) — город империи Инков в Перу.
Находится в долине реки Урубамба в департаменте Куско, 80 км к северо-западу от города Куско, на высоте 2,5 км над уровнем моря. В 15 км к северу находится знаменитый город Мачу-Пикчу, также созданный инками. В отличие от Мачу-Пикчу, Льяктапата находится не на горной вершине, а непосредственно у реки Урубамба.
До наших дней сохранились наружные стены домов, поскольку город не был разрушен испанскими конкистадорами. Город занимал стратегически важное для инков положение и соединён с сетью инкских дорог.
Значительные участки земли были предназначены для сельского хозяйства — на них выращивали картофель, кукурузу и другие культуры. Из кукурузы инки производили слабоалкогольный ритуальный напиток чича.